# 王三俊
王三俊（？—？），原名王含鉴，號玉蒼，浙江紹興府山陰縣人，民籍，明朝政治人物。王國楨八世孫。

## 生平
崇禎六年（1633年）癸酉科浙江鄉試第六十六名舉人，崇禎十三年（1640年）中式庚辰科三甲第八十七名進士。禮部觀政，授福建興化府推官，官至福建巡視海道副使。
隆武二年（1646年），任福京鄉試同考官。此科舞弊甚多，隆武帝名黜落文理不通之中式舉人，王三俊下狱，追赃一万两。

## 家族
曾祖王國宰；祖父王有光，生員；父王忠陛，南京工部都水司主事。